# Whim
Whim és una coreografia d'Alexander Ekman estrenada el juliol del 2007 a la Sala Ovidi Montllor del Mercat de les Flors, al Festival Grec. El subtítol de l'obra és Fractured Fairytale.

## Descripció
A partir d’un collage musical format per peces d'Antonio Vivaldi (Les quatre estacions: L’hivern), Marcelle de Lacour (La pendule de Marie-Antoinette), Edmundo Ros (Bolero) i Nina Simone («My baby just cares for me»), el coreògraf suec Alexander Ekman compon una coreografia de quinze minuts que gira al voltant del seny i la bogeria –Whim, Fractured Fairytale es pot traduir al català com a «Caprici, Conte de fades fracturat». Els divuit ballarins que van estrenar la peça el 2007 van participar activament en el procés de creació: Sílvia Albanese, Anna Altés, Imma Asensio, Gaetano Badalamenti, Eulàlia Bergadà, Dan-Erik Dahlin, Ares d’Angelo, Robert Gómez, Núria Guiu, Anna Hierro, Jori Kerremans, Annamari Keskinen, Hyung-Bo Kim, Yuval Lev, Arnaud Macquet, Estela Merlos, Lorena Nogal i Guido Sarli.
Des d’una mirada còmica i un disseny d’il·luminació a càrrec d'Alex Kurth molt auster i ombrívol, Ekman porta les ballarines i els ballarins a través d’un viatge musical que recorre diferents estadis emocionals. Vestits en bates blanques, en aquesta peça coral els intèrprets despleguen un ampli registre teatral. La primera escena arrenca amb la música de Vivaldi i els ballarins asseguts cadascú sobre una cadira. La peça s’estructura en duets, quartets en els que predomina la combinació de la tècnica clàssica i contemporània amb un rica articulació de la gestualitat. Un dels moments més característics de Whim és quan tots els ballarins es col·loquen en línia, un al costat de l’altre, davant de tot de l'escenari; quan sona el nom corresponent el ballarí o ballarina es mou amb un gest ràpid i impetuós.

## Significació
Des que es va crear i estrenar el 2007, Whim ha estat una de les peces corals creades per a ITDansa més interpretades per la companyia jove i que continua en el seu repertori.
Quan Alexander Ekman (Estocolm, 1984) va col·loraborar amb ITDansa era un jove coreògraf emergent als Països Baixos. Un any abans, el 2006, va guanyar el Certamen Internacional de Coreografia de Hannover. Com a ballarí havia treballat al Reial Ballet Suec (2001-2002), al Nederlands Dans Theater II (2002-2005) i al Cullberg Ballet (2005-2006). Per tant, aquesta experiència amb ITDansa és de les primeres col·laboracions d’Ekman fora del circuït dels Països Baixos i de Suècia. Tot i que Whim és una de les seves primeres peces, es caracteritza per l'estil i les temàtiques que ha conreat el coreògraf en la seva trajectòria internacional. Amb una clara vocació d’arribar al màxim de públic possible, per a Ekman la cultura i l'entreteniment no han d’estar renyits. Per aquest motiu, les seves peces, com és el cas evident de Whim, destil·len una gran teatralitat, precisió del gest, coreografies tècniques i expressives a la vegada, i sobretot un humor surrealista –a voltes negre– que connecta amb un gran ventall d’espectadors.
La trobada amb els ballarins i ballarines d’ITDansa amb Ekman també dona peu a un primer encontre entre un coreògraf i un elenc que comparteixen generació i per tant, Whim representa la vitalitat i el potencial de l’inici de les trajectòries de tots aquests artistes.
El programa triple —Fièvre de Jo Stromgen, Naked Thoughts de Rafael Bonachela— en el qual es va estrenar Whim va ser molt ben valorat per la crítica. Valèria Gallard, per exemple, va destacar: «La jove companyia està assolint nivells de qualitat que no tenen res a envejar a la resta de grups professionals».